# 福多尔·劳伊蒙德
福多尔·劳伊蒙德（匈牙利語：Fodor Rajmund，1976年2月21日—），匈牙利男子水球运动员。他曾代表匈牙利参加1996年、2000年和2004年夏季奥林匹克运动会水球比赛，共获得二枚金牌。